# Discografia de Jennifer Lopez
A discografia de Jennifer Lopez, cantora norte-americana, consiste em oito álbuns de estúdio, três compilações, um de remistura e dois extended plays. Lançou quarenta e um singles (incluindo nove promocionais e dez como artista convidada), além de que os seus temas vigoraram em bandas sonoras de filmes e séries de televisão. Em 2018, as suas vendas discográficas eram avaliadas em mais de oitenta milhões de registos vendidos mundialmente, incluindo 40 milhões de discos comercializados.
Após dez anos dedicados à dança e a atuações, Lopez assinou um contrato com a editora discográfica Work Records, para iniciar a sua carreira musical. A canção "If You Had My Love" marcou a sua estreia nas tabelas musicais em 1999, liderando em seis países, incluindo a Billboard Hot 100. Seguiu-se o seu álbum de estreia, On the 6, que entrou nas cinco melhores posições de vários territórios mundiais, como Alemanha, Canadá e Suíça. Posteriormente, mais quatro músicas foram lançadas para promover o primeiro disco da artista - "No me ames", "Waiting for Tonight", "Feelin' So Good" e "Let's Get Loud". Depois de se mudar para a Epic Records, Lopez editou o seu segundo trabalho, J. Lo, a 23 de Janeiro de 2001. O projecto liderou na Billboard 200 dos Estados Unidos, e acabou por ser certificado com quatro platinas no país. "Love Don't Cost a Thing", "Play", "Ain't It Funny" e "I'm Real", cuja última atingiu a primeira posição da Hot 100, serviram como faixas de promoção. J. Lo tornou-se o seu trabalho com melhor sucesso comercial, vendendo quatro milhões de cópias nos EUA e mais de oito milhões no mundo inteiro. No ano seguinte, a sua primeira obra de remisturas J to tha L-O!: The Remixes tornou-se na primeira da história a estrear no número um na Billboard 200, sendo também uma das mais vendidas de todos os tempos a nível mundial.
O terceiro álbum de estúdio da cantora, This Is Me... Then, atingiu a segunda posição na Billboard 200, recebendo mais tarde a certificação de dupla platina nos EUA. Foram lançados quatro músicas para a divulgação do trabalho, sendo que "Jenny from the Block" foi o de avanço. Rebirth foi o registo que se sucedeu, registando um desempenho moderado nas tabelas musicais, recebendo disco de platina por vender mais de um milhão de unidades em território norte-americano. No início de 2007, Lopez lançou o seu primeiro single em espanhol, "Qué hiciste". A canção liderou a divulgação do seu primeiro projecto totalmente em língua castelhana, Como ama una mujer, que atingiu a décima posição na Billboard 200 e número um na Top Latin Albums. Também foi bem sucedido comercialmente em outros países, inclusive na Alemanha e Suíça, onde entrou no top cinco dos mais vendidos semanalmente. Pouco mais de seis meses depois, Jennifer apresentou o seu sexto disco de originais, Brave. "Do It Well" e "Hold It Don't Drop It" foram as obras escolhidas para servir de promoção, com ambos a receberem um sucesso moderado.
Em Abril de 2010, era esperado que Lopez lançasse o seu sétimo álbum de estúdio, Love?,  contudo, após a separação da Epic Records o destino do trabalho ficou incerto. Mais tarde, a artista assinou um novo contrato com a Island Records, e através da editora discográfica, lançou Love? a 28 de Abril de 2011. O single de avanço, "On the Floor" com a participação de Pitbull, chegou à liderança das tabelas musicais de dezoito países diferentes, incluindo o Brasil e Portugal. Na Hot 100 dos Estados Unidos, a canção atingiu o terceiro lugar como melhor. Mundialmente, conseguiu ser a quarta obra mais vendida digitalmente em 2011, com mais de 1.4 milhões de cópias na Europa. Para a continuação da promoção do disco, foram lançadas mais duas faixas de trabalho, "I'm Into You" com a participação do rapper Lil Wayne e ainda "Papi". Estes dois últimos tiveram um sucesso mais moderado, embora tenham chegado à primeira posição da Billboard Dance/Club Play Songs. Tornou-se o terceiro álbum da cantora a conseguir tal feito, em que todas as músicas retiradas para divulgação conseguiram liderar na lista que avalia os sons mais rodados nas discotecas. 
"Dance Again" marcou a terceira colaboração com Pitbull e foi o single que antecedeu ao lançamento do primeiro álbum de grandes êxitos de Lopez, intitulado Dance Again... The Hits. Lançado ainda sob a Epic Records, a artista explicou que a edição do disco fazia parte dos termos finais do seu contrato com a editora com quem trabalhou dez anos. "Goin' In", com a participação de Flo Rida e registada sob a Island Records, serviu como faixa de trabalho da banda sonora do filme Step Up Revolution, além de estar incluída no seu trabalho de compilação.

## Álbuns

### Álbuns de estúdio
| Título | Melhor posição nas tabelas musicais | Melhor posição nas tabelas musicais | Melhor posição nas tabelas musicais | Melhor posição nas tabelas musicais | Melhor posição nas tabelas musicais | Melhor posição nas tabelas musicais | Melhor posição nas tabelas musicais | Melhor posição nas tabelas musicais | Melhor posição nas tabelas musicais | Melhor posição nas tabelas musicais | Vendas                          | Certificações |  |
| Título | ALE                                 | AUS                                 | CAN                                 | EUA                                 | FRA                                 | PB                                  | PRT                                 | RU                                  | SUE                                 | SUI                                 | Vendas                          | Certificações |  |
| --- | ----------------------------------- | ----------------------------------- | ----------------------------------- | ----------------------------------- | ----------------------------------- | ----------------------------------- | ----------------------------------- | ----------------------------------- | ----------------------------------- | ----------------------------------- | ------------------------------- | --- |  |
| On the 6 - Lançamento: 1 de Junho de 1999 - Editora discográfica: Columbia, Work - Formato(s): CD, cassete              | 3                                   | 11                                  | 5                                   | 8                                   | 15                                  | 6                                   | —                                   | 14                                  | 20                                  | 3                                   | - : 3 milhões - : 11 milhões    | - BVMI: Ouro - ARIA: Platina - MC: 5× Platina - RIAA: 3× Platina - SNEP: 2× Ouro - BPI: Ouro - IFPI: Platina                                |  |
| J.Lo - Lançamento: 23 de Janeiro de 2001 - Editora discográfica: Epic - Formato(s): CD, descarga digital                | 1                                   | 2                                   | 1                                   | 1                                   | 6                                   | 4                                   | —                                   | 2                                   | 7                                   | 1                                   | - : 4 milhões - : 12 milhões    | - BVMI: Platina - ARIA: 2× Platina - ABPD: Platina - MC: 2× Platina - RIAA: 4× Platina - SNEP: 2× Platina - BPI: Platina - IFPI: 2× Platina |  |
| This Is Me... Then - Lançamento: 19 de Novembro de 2002 - Editora discográfica: Epic - Formato(s): CD, descarga digital | 4                                   | 14                                  | 5                                   | 2                                   | 4                                   | 7                                   | 22                                  | 13                                  | 7                                   | 3                                   | - : 2.5 milhões - : 7,5 milhões | - BVMI: Ouro - ARIA: Platina - MC: 2× Platina - RIAA: 2× Platina - SNEP: 2× Platina - BPI: Platina - IFPI: Platina                          |  |
| Rebirth - Lançamento: 28 de Fevereiro de 2005 - Editora discográfica: Epic - Formato(s): CD, descarga digital           | 3                                   | 10                                  | 2                                   | 2                                   | 7                                   | 1                                   | 11                                  | 8                                   | 14                                  | 1                                   | - : 1.2 milhões - : 3 milhões   | - ARIA: Ouro - MC: Platina - RIAA: Platina - SNEP: Ouro - BPI: Prata - IFPI: Ouro                                                           |  |
| Como ama una mujer - Lançamento: 27 de Março de 2007 - Editora discográfica: Epic - Formato(s): CD, descarga digital    | 4                                   | —                                   | —                                   | 10                                  | 11                                  | 31                                  | 12                                  | —                                   | 49                                  | 1                                   | - : 1.3 milhões - : 2,1 milhões | - PROMUSICAE: Platina - MAHASZ: Ouro - IFPI: Platina                                                                                        |  |
| Brave - Lançamento: 4 de Outubro de 2007 - Editora discográfica: Epic - Formato(s): CD, descarga digital                | 41                                  | 46                                  | 13                                  | 12                                  | 28                                  | 24                                  | —                                   | 24                                  | 59                                  | 6                                   | - : 768 mil - : 1.8 milhões     | - 2M: 2× Platina |  |
| Love? - Lançamento: 28 de Abril de 2011 - Editora discográfica: Island - Formato(s): CD, descarga digital               | 4                                   | 9                                   | 2                                   | 5                                   | 7                                   | 18                                  | 11                                  | 6                                   | 14                                  | 1                                   | - : 1,2 milhões - : 4,5 milhões | - BVMI: Ouro - MC: Platina - 2M: Ouro - IFPI: Ouro                                                                                          |  |
| A.K.A. - Lançamento: 13 de Junho de 2014 - Editora discográfica: Capitol - Formato(s): CD, descarga digital             | 24                                  | 24                                  | 12                                  | 8                                   | —                                   | 39                                  | —                                   | 41                                  | —                                   | 15                                  | - : 358 mil                     | |  |
| "—" denota um título que não tenha entrado na tabela musical do respectivo país.                                        |                                     |                                     |                                     |                                     |                                     |                                     |                                     |                                     |                                     |                                     |                                 | |  |

### Álbuns de compilação
| Título | Melhor posição nas tabelas musicais | Melhor posição nas tabelas musicais | Melhor posição nas tabelas musicais | Melhor posição nas tabelas musicais | Melhor posição nas tabelas musicais | Melhor posição nas tabelas musicais | Melhor posição nas tabelas musicais | Melhor posição nas tabelas musicais | Melhor posição nas tabelas musicais | Melhor posição nas tabelas musicais | Melhor posição nas tabelas musicais | Vendas | Certificações | Notas |
| Título | ALE                                 | AUS                                 | CAN                                 | EUA                                 | FRA                                 | NZ                                  | PB                                  | PRT                                 | RU                                  | SUE                                 | SUI                                 | Vendas | Certificações | Notas |
| --- | ----------------------------------- | ----------------------------------- | ----------------------------------- | ----------------------------------- | ----------------------------------- | ----------------------------------- | ----------------------------------- | ----------------------------------- | ----------------------------------- | ----------------------------------- | ----------------------------------- | ------ | ------------- | --- |
| On the 6 / J.Lo - Lançamento: 27 de Setembro de 2004 - Editora discográfica: Epic - Formato(s): CD                          | —                                   | —                                   | —                                   | —                                   | —                                   | —                                   | —                                   | —                                   | —                                   | —                                   | —                                   | —      | —             | - Inclui os lançamentos originais dos álbuns On the 6 (1999) e J.Lo (2001).                                                                   |
| Triple Feature - Lançamento: 9 de Novembro de 2010 - Editora discográfica: Sony Music - Formato(s): CD                      | —                                   | —                                   | —                                   | —                                   | —                                   | —                                   | —                                   | —                                   | —                                   | —                                   | —                                   | —      | —             | - Inclui os lançamentos originais dos álbuns On the 6 (1999), This Is Me... Then (2002) e Rebirth (2005).                                     |
| Dance Again... The Hits - Lançamento: 20 de Julho 2012 - Editora discográfica: Epic - Formato(s): CD, descarga digital, DVD | 15                                  | 20                                  | 3                                   | 20                                  | 12                                  | 12                                  | 17                                  | 15                                  | 4                                   | 44                                  | 7                                   | —      | —             | - Inclui os grandes êxitos da carreira de Lopez e uma versão deluxe que contém um segundo disco com alguns vídeos musicais do seu repertório. |
| "—" denota um título que não tenha entrado na tabela musical do respectivo país.                                            |                                     |                                     |                                     |                                     |                                     |                                     |                                     |                                     |                                     |                                     |                                     |        |               | |

### Álbuns de remisturas
| Título                    | Detalhes do álbum                                                                                    | Melhor posição nas tabelas musicais | Melhor posição nas tabelas musicais | Melhor posição nas tabelas musicais | Melhor posição nas tabelas musicais | Melhor posição nas tabelas musicais | Melhor posição nas tabelas musicais | Melhor posição nas tabelas musicais | Melhor posição nas tabelas musicais | Melhor posição nas tabelas musicais | Vendas                          | Certificações                                                          |
| Título                    | Detalhes do álbum                                                                                    | ALE                                 | AUS                                 | EUA                                 | FRA                                 | NZ                                  | PB                                  | RU                                  | SUE                                 | SUI                                 | Vendas                          | Certificações                                                          |
| ------------------------- | --- | ----------------------------------- | ----------------------------------- | ----------------------------------- | ----------------------------------- | ----------------------------------- | ----------------------------------- | ----------------------------------- | ----------------------------------- | ----------------------------------- | ------------------------------- | ---------------------------------------------------------------------- |
| J to tha L–O! The Remixes | - Lançamento: 5 de Fevereiro de 2002 - Editora discográfica: Epic - Formato(s): CD, download digital | 5                                   | 11                                  | 1                                   | 14                                  | 3                                   | 5                                   | 4                                   | 14                                  | 39                                  | - : 1,500 milhões - : 5 milhões | - ARIA: Ouro - MC: Platina - RIAA: Platina - SNEP: Ouro - BPI: Platina |

### EP
| Glow by J.Lo Remixes                                                             | - Lançamento: 2003 - Editora discográfica: Sony Music - Formato(s): CD                                   | —  | —  | —                               |
| The Reel Me                                                                      | - Lançamento: 18 de Novembro de 2003 - Editora discográfica: Epic - Formato(s): CD/DVD, descarga digital | 69 | 84 | - ARIA: Ouro - RIAA: 3× Platina |
| "—" denota um título que não tenha entrado na tabela musical do respectivo país. | |    |    |                                 |

## Singles

### Como artista principal
| Ano                                                                              | Título                                                           | Melhor posição nas tabelas musicais | Melhor posição nas tabelas musicais | Melhor posição nas tabelas musicais | Melhor posição nas tabelas musicais | Melhor posição nas tabelas musicais | Melhor posição nas tabelas musicais | Melhor posição nas tabelas musicais | Melhor posição nas tabelas musicais | Melhor posição nas tabelas musicais | Melhor posição nas tabelas musicais | Certificação | Álbum                     |
| Ano                                                                              | Título                                                           | ALE                                 | AUS                                 | CAN                                 | EUA                                 | FRA                                 | NZ                                  | PB                                  | RU                                  | SUE                                 | SUI                                 | Certificação | Álbum                     |
| -------------------------------------------------------------------------------- | ---------------------------------------------------------------- | ----------------------------------- | ----------------------------------- | ----------------------------------- | ----------------------------------- | ----------------------------------- | ----------------------------------- | ----------------------------------- | ----------------------------------- | ----------------------------------- | ----------------------------------- | --- | ------------------------- |
| 1999                                                                             | "If You Had My Love"                                             | 5                                   | 1                                   | 1                                   | 1                                   | 4                                   | 1                                   | 1                                   | 4                                   | 9                                   | 5                                   | - BVMI: Ouro - ARIA: Platina - RIAA: Platina - SNEP: Ouro - IFPI: Ouro                                                     | On the 6                  |
| 1999                                                                             | "No me ames"[A] (com Marc Anthony)                               | —                                   | —                                   | —                                   | —                                   | —                                   | —                                   | —                                   | —                                   | —                                   | —                                   | | On the 6                  |
| 1999                                                                             | "Waiting for Tonight"                                            | 15                                  | 4                                   | 13                                  | 8                                   | 10                                  | 5                                   | 5                                   | 5                                   | 16                                  | 14                                  | - ARIA: Platina - SNEP: Ouro                                                                                               | On the 6                  |
| 2000                                                                             | "Feelin' So Good"                                                | 39                                  | 20                                  | 7                                   | 51                                  | —                                   | 11                                  | 30                                  | 15                                  | 58                                  | 22                                  | - ARIA: Platina | On the 6                  |
| 2000                                                                             | "Let's Get Loud"                                                 | 13                                  | 9                                   | —                                   | —                                   | 40                                  | —                                   | 2                                   | —                                   | 52                                  | 10                                  | - ARIA: Platina | On the 6                  |
| 2000                                                                             | "Love Don't Cost a Thing"                                        | 6                                   | 4                                   | 1                                   | 3                                   | 5                                   | 1                                   | 1                                   | 1                                   | 3                                   | 2                                   | - ARIA: Platina - BPI: Prata - IFPI: Ouro                                                                                  | J.Lo                      |
| 2001                                                                             | "Play"                                                           | 19                                  | 14                                  | 5                                   | 18                                  | 20                                  | 7                                   | 7                                   | 3                                   | 10                                  | 10                                  | - ARIA: Ouro | J.Lo                      |
| 2001                                                                             | "Ain't It Funny"[B]                                              | 13                                  | 9                                   | —                                   | —                                   | 13                                  | 31                                  | —                                   | 3                                   | 3                                   | 9                                   | - ARIA: Ouro - IFPI: Ouro                                                                                                  | J.Lo                      |
| 2001                                                                             | "I'm Real"                                                       | 11                                  | 3                                   | 6                                   | 1                                   | 3                                   | 3                                   | —                                   | 4                                   | 8                                   | 6                                   | - ARIA: Platina - SNEP: Prata                                                                                              | J.Lo                      |
| 2002                                                                             | "Ain't It Funny (Murder Remix)"[B] (com Ja Rule e Caddillac Tah) | —                                   | —                                   | 12                                  | 1                                   | —                                   | —                                   | —                                   | 4                                   | —                                   | —                                   | | J to tha L–O! The Remixes |
| 2002                                                                             | "I'm Gonna Be Alright (Track Masters Remix)" (com Nas)           | 6                                   | 16                                  | 29                                  | 10                                  | 12                                  | 30                                  | 9                                   | 3                                   | 22                                  | 4                                   | - ARIA: Ouro | J to tha L–O! The Remixes |
| 2002                                                                             | "Alive"                                                          | —                                   | —                                   | —                                   | —                                   | —                                   | —                                   | —                                   | —                                   | —                                   | —                                   | | J to tha L–O! The Remixes |
| 2002                                                                             | "Jenny from the Block" (com Styles P e Jadakiss)                 | 7                                   | 5                                   | 1                                   | 3                                   | 5                                   | 6                                   | 3                                   | 3                                   | 7                                   | 4                                   | - ARIA: Platina - SNEP: Ouro - IFPI: Ouro                                                                                  | This Is Me... Then        |
| 2002                                                                             | "All I Have" (com LL Cool J)                                     | 19                                  | 2                                   | 6                                   | 1                                   | 29                                  | 1                                   | 3                                   | 2                                   | 15                                  | 4                                   | - ARIA: Platina | This Is Me... Then        |
| 2003                                                                             | "I'm Glad"                                                       | 44                                  | 10                                  | 8                                   | 32                                  | —                                   | 22                                  | 6                                   | 11                                  | 51                                  | 21                                  | - ARIA: Ouro | This Is Me... Then        |
| 2004                                                                             | "Baby I Love U!"                                                 | —                                   | —                                   | —                                   | 72                                  | —                                   | —                                   | —                                   | 3                                   | —                                   | —                                   | | This Is Me... Then        |
| 2005                                                                             | "Get Right"                                                      | 7                                   | 3                                   | 3                                   | 12                                  | 2                                   | 2                                   | 2                                   | 1                                   | 11                                  | 3                                   | - ARIA: Platina - RIAA: Ouro - SNEP: Ouro                                                                                  | Rebirth                   |
| 2005                                                                             | "Hold You Down" (com Fat Joe)                                    | 44                                  | 17                                  | —                                   | 64                                  | —                                   | 14                                  | 26                                  | 6                                   | —                                   | 44                                  | | Rebirth                   |
| 2007                                                                             | "Qué hiciste"                                                    | 10                                  | —                                   | —                                   | 86                                  | —                                   | —                                   | —                                   | —                                   | —                                   | 1                                   | | Como ama una mujer        |
| 2007                                                                             | "Me haces falta"                                                 | —                                   | —                                   | —                                   | —                                   | —                                   | —                                   | —                                   | —                                   | —                                   | —                                   | | Como ama una mujer        |
| 2007                                                                             | "Do It Well"                                                     | 30                                  | 18                                  | 23                                  | 31                                  | 19                                  | —                                   | 17                                  | 11                                  | 54                                  | 12                                  | | Brave                     |
| 2008                                                                             | "Hold It Don't Drop It"[C]                                       | —                                   | —                                   | —                                   | —                                   | —                                   | —                                   | —                                   | —                                   | —                                   | —                                   | | Brave                     |
| 2009                                                                             | "Louboutins"[D]                                                  | —                                   | —                                   | —                                   | —                                   | —                                   | —                                   | —                                   | —                                   | —                                   | —                                   | | —                         |
| 2011                                                                             | "On the Floor" (com Pitbull)                                     | 1                                   | 1                                   | 1                                   | 3                                   | 1                                   | 2                                   | 4                                   | 1                                   | 1                                   | 1                                   | - BVMI: 2× Platina - ARIA: 4× Platina - MC: 5× Platina - RIAA: 3× Platina - IFPI: 2× Platina - IFPI: 4× Platina            | Love?                     |
| 2011                                                                             | "I'm Into You" (com Lil Wayne)                                   | 16                                  | 45                                  | 55                                  | 41                                  | 38                                  | 25                                  | —                                   | 9                                   | 54                                  | 22                                  | - MC: Ouro - RIAA: Ouro - IFPI: Ouro                                                                                       | Love?                     |
| 2011                                                                             | "Papi"                                                           | —                                   | —                                   | 50                                  | 96                                  | 28                                  | —                                   | —                                   | 67                                  | —                                   | 37                                  | - MC: Ouro | Love?                     |
| 2012                                                                             | "Dance Again" (com Pitbull)                                      | 19                                  | 28                                  | 4                                   | 17                                  | 15                                  | 12                                  | 20                                  | 11                                  | 22                                  | 14                                  | - ARIA: Ouro - MC: Platina - RIAA: Ouro                                                                                    | Dance Again... The Hits   |
| 2012                                                                             | "Goin' In" (com Flo Rida)                                        | 67                                  | —                                   | 54                                  | —                                   | —                                   | —                                   | —                                   | —                                   | —                                   | —                                   | | Step Up Revolution        |
| 2013                                                                             | "Live It Up" (com Pitbull)                                       | 36                                  | 20                                  | 16                                  | 60                                  | 67                                  | 27                                  | —                                   | 17                                  | 49                                  | 33                                  | - ARIA: Ouro - MC: Ouro | —                         |
| 2014                                                                             | "I Luh Ya Papi" (com French Montana)                             | —                                   | —                                   | 78                                  | 77                                  | —                                   | —                                   | —                                   | —                                   | —                                   | —                                   | | A.K.A.                    |
| 2014                                                                             | "First Love"                                                     | —                                   | —                                   | —                                   | —                                   | —                                   | —                                   | —                                   | 63                                  | —                                   | -                                   | | A.K.A.                    |
| 2014                                                                             | "Booty" (com Iggy Azalea ou Pitbull)                             | 27                                  | 78                                  | 11                                  | 18                                  | 93                                  | 30                                  | —                                   | 137                                 | —                                   | —                                   | | A.K.A.                    |
| 2016                                                                             | "Ain't Your Mama"                                                | 5                                   | 85                                  | 34                                  | 76                                  | 11                                  | -                                   | 63                                  | 182                                 | —                                   | 16                                  | - RIAA: Ouro - PROMUSICAE: 3× platina - FIMI: Ouro - ZPAV: diamante - BVMI: Ouro - SNEP: platina - IFPI: Ouro - IFPI: Ouro |                           |
| "—" denota um título que não tenha entrado na tabela musical do respectivo país. |                                                                  |                                     |                                     |                                     |                                     |                                     |                                     |                                     |                                     |                                     |                                     | |                           |

### Como artista convidada
| Ano                                                                              | Título                                                                                     | Melhor posição nas tabelas musicais | Melhor posição nas tabelas musicais | Melhor posição nas tabelas musicais | Melhor posição nas tabelas musicais | Melhor posição nas tabelas musicais | Melhor posição nas tabelas musicais | Melhor posição nas tabelas musicais | Melhor posição nas tabelas musicais | Melhor posição nas tabelas musicais | Certificação | Álbum                        |
| Ano                                                                              | Título                                                                                     | ALE                                 | AUS                                 | CAN                                 | EUA                                 | FRA                                 | NZ                                  | PB                                  | RU                                  | SUI                                 | Certificação | Álbum                        |
| -------------------------------------------------------------------------------- | ------------------------------------------------------------------------------------------ | ----------------------------------- | ----------------------------------- | ----------------------------------- | ----------------------------------- | ----------------------------------- | ----------------------------------- | ----------------------------------- | ----------------------------------- | ----------------------------------- | ------------ | ---------------------------- |
| 2001                                                                             | "El Ultimo Adios (The Last Goodbye)"[E] (com vários artistas)                              | —                                   | —                                   | —                                   | —                                   | —                                   | —                                   | —                                   | —                                   | —                                   |              | —                            |
| 2001                                                                             | "What's Going On" (com Artistas Contra AIDS no Mundo)                                      | —                                   | —                                   | —                                   | 27                                  | —                                   | —                                   | —                                   | —                                   | —                                   |              | —                            |
| 2006                                                                             | "Control Myself" (LL Cool J com participação de Jennifer Lopez)                            | 25                                  | 17                                  | 4                                   | 4                                   | —                                   | 7                                   | 13                                  | 2                                   | —                                   |              | Todd Smith                   |
| 2008                                                                             | "This Boy's Fire" (Santana com participação de Jennifer Lopez)                             | —                                   | —                                   | —                                   | —                                   | —                                   | —                                   | —                                   | —                                   | —                                   |              | Ultimate Santana             |
| 2011                                                                             | "T.H.E. (The Hardest Ever)" (will.i.am com participação de Mick Jagger e Jennifer Lopez)   | —                                   | 57                                  | 10                                  | 36                                  | —                                   | —                                   | —                                   | 3                                   | 41                                  | - BPI: Prata | —                            |
| 2012                                                                             | "Follow the Leader"[F] (Wisin & Yandel com participação de Jennifer Lopez)                 | —                                   | —                                   | —                                   | —                                   | 177                                 | —                                   | —                                   | —                                   | —                                   | - RIAA: Ouro | Líderes                      |
| 2013                                                                             | "Sweet Spot" (Flo Rida com participação de Jennifer Lopez)                                 | —                                   | 25                                  | —                                   | —                                   | —                                   | —                                   | —                                   | —                                   | —                                   | - ARIA: Ouro | Wild Ones                    |
| 2014                                                                             | "Adrenalina" (Wisin com participação de Jennifer Lopez e Ricky Martin)                     | —                                   | —                                   | —                                   | 94                                  | —                                   | —                                   | —                                   | —                                   | —                                   |              | El regreso del sobreviviente |
| 2014                                                                             | "Adrenalina (Spanglish Version)" (Ricky Martin com participação de Jennifer Lopez e Wisin) | —                                   | —                                   | —                                   | 94                                  | 122                                 | —                                   | —                                   | —                                   | 57                                  |              | —                            |
| 2014                                                                             | "We Are One (Ole Ola)" (Pitbull com participação de Jennifer Lopez e Claudia Leitte)       | 20                                  | 61                                  | 53                                  | 88                                  | 66                                  | —                                   | 86                                  | —                                   | 14                                  |              | One Love, One Rhythm         |
| 2016                                                                             | "Chegaste" (Roberto Carlos com participação de Jennifer Lopez)                             | —                                   | —                                   | —                                   | —                                   | —                                   | —                                   | —                                   | —                                   | —                                   |              | Apenas Single                |
| "—" denota um título que não tenha entrado na tabela musical do respectivo país. |                                                                                            |                                     |                                     |                                     |                                     |                                     |                                     |                                     |                                     |                                     |              |                              |

### Promocionais
| 1999                                                                             | "Open Off My Love"                 | —   | —  | — | On the 6 |
| 2000                                                                             | "El deseo de tu amor"              | —   | —  | — | On the 6 |
| 2001                                                                             | "Si ya se acabó"                   | —   | —  | — | J.Lo     |
| 2001                                                                             | "Cariño"                           | —   | —  | — | J.Lo     |
| 2009                                                                             | "Fresh Out the Oven" (com Pitbull) | —   | —  | 1 | —        |
| 2011                                                                             | "Good Hit"                         | 193 | —  | — | Love?    |
| 2011                                                                             | "(What Is) Love?"                  | 97  | 33 | — | Love?    |
| 2014                                                                             | "Girls"                            | 73  | —  | — | A.K.A.   |
| 2014                                                                             | "Same Girl"                        | 31  | —  | — | A.K.A.   |
| "—" denota um título que não tenha entrado na tabela musical do respectivo país. |                                    |     |    |   |          |

### Outras canções
| Ano  | Título                   | Melhor posição nas tabelas musicais | Álbum |
| Ano  | Título                   | COR                                 | Álbum |
| ---- | ------------------------ | ----------------------------------- | ----- |
| 2011 | "Until It Beats No More" | 9                                   | Love? |
| 2011 | "One Love"               | 171                                 | Love? |
| 2011 | "Invading My Mind"       | 16                                  | Love? |

## Outras aparências

### Como convidada
Nas seguintes canções, a cantora contribui com os seus vocais creditados em álbuns de outros artistas.
| Ano  | Título                          | Artista                | Álbum                                  |
| ---- | ------------------------------- | ---------------------- | -------------------------------------- |
| 1999 | "Spanish Fly"                   | Black Rob              | Life Story                             |
| 1999 | "No me ames"                    | Marc Anthony           | Desde un Principio: From the Beginning |
| 2001 | "Dame (Touch Me)"               | Chayanne               | Simplemente                            |
| 2001 | "I'm Real (Murder Remix)"       | Ja Rule                | Pain Is Love                           |
| 2002 | "Ain't It Funny (Murder Remix)" | Ja Rule, Caddillac Tah | Irv Gotti Presents: The Inc.           |
| 2003 | "All I Have"                    | LL Cool J              | 10                                     |
| 2004 | "Escapémonos (Ballad Version)"  | Marc Anthony           | Amar Sin Mentiras                      |
| 2004 | "Escapémonos (Salsa Version)"   | Marc Anthony           | Valió La Pena                          |
| 2005 | "Hold You Down"                 | Fat Joe                | All or Nothing                         |
| 2005 | "Ain't It Funny (Murder Remix)" | Ja Rule, Caddillac Ta  | Exodus                                 |
| 2006 | "No me ames (Ballad Version)"   | Marc Anthony           | Sigo Siendo Yo                         |
| 2011 | "One Step at a Time"            | Vários artistas        | Every Mother Counts                    |
| 2013 | "Quizas Quizas Quizas"          | Andrea Bocelli         | Passione                               |

### Bandas sonoras
| Ano  | Título               | Filme                |
| ---- | -------------------- | -------------------- |
| 1998 | "Baila"              | Music of the Heart   |
| 2002 | "Alive"              | Enough               |
| 2006 | "You Belong to Me"   | Mulheres Apaixonadas |
| 2007 | "Toma de mi"         | El Cantante          |
| 2007 | "Porque la vida asi" | Bordertown           |
| 2010 | "(What Is) Love?"    | The Back-up Plan     |
| 2012 | "Goin' In"           | Step Up Revolution   |
| 2015 | "Feel The Light"     | Cada Um Na Sua Casa  |